# Pierre Bossier

Pierre Bossier

Pierre Jean Baptiste Evariste Bossier (* 22. März 1797 in Natchitoches, Louisiana; † 24. April 1844 in Washington, D.C.) war ein US-amerikanischer Politiker. Zwischen 1843 und 1844 vertrat er den Bundesstaat Louisiana im US-Repräsentantenhaus.

## Werdegang
Pierre Bossier erhielt eine private Ausbildung und arbeitete danach als Zucker- und Baumwollpflanzer auf seiner Plantage „Live Oaks“. Außerdem wurde er General in der Staatsmiliz von Louisiana. Politisch wurde Bossier Mitglied der Demokratischen Partei. Zwischen 1833 und 1843 gehörte er dem Senat von Louisiana an. In dieser Zeit kam es in seiner Heimat zu besonders heftigen Auseinandersetzungen zwischen den Anhängern seiner Partei und den Whigs. Im Jahr 1839 tötete Bossier Francois Gainnie, einen lokalen Politiker der Whig Party, in einem Duell. Dieser Zwischenfall führte zu weiteren Spannungen und zu elf weiteren Duellen mit tödlichem Ausgang während der nächsten beiden Jahre.
Bei den Kongresswahlen des Jahres 1842 wurde Bossier trotz der Diskussionen um sein Duell im neugeschaffenen vierten Wahlbezirk von Louisiana in das US-Repräsentantenhaus in Washington gewählt, wo er am 4. März 1843 sein neues Mandat antrat. Nach nur 13 Monaten verstarb er am 24. April 1824 an Tuberkulose in der Bundeshauptstadt. Seine bis zum 3. März 1845 laufende Legislaturperiode im Kongress wurde nach einer Nachwahl von Isaac Edward Morse beendet. Pierre Bossier wurde zunächst auf dem Kongressfriedhof in Washington beigesetzt. Später wurden seine sterblichen Überreste nach Natchitoches überführt und dort neu bestattet. In Louisiana wurde das Bossier Parish nach ihm benannt.